# 奪胎換骨
奪胎換骨，又分作「換骨法」，「奪胎法」兩種，是中國文學批評中的一個概念，由宋黃庭堅所提出。奪胎換骨是他所提出一種化用古人語句的方法。惠洪《冷齋夜話》引黃庭堅語：「詩意無窮而人之才有限，以有限之才，追無窮之意，雖淵明（陶淵明），少陵（杜甫）不得工也。然不易其意而造其語，謂之換骨法：窺入其意而形容之，謂奪胎法」。